# François Schaller
François Schaller, né le 3 décembre 1920 à Porrentruy et mort le 18 février 2006 à Lausanne, est un économiste suisse. Il est l'un des frères du théologien Jean-Pierre Schaller, et le père du journaliste François Schaller.

## Carrière
Détenteur d'un double doctorat en économie et en sciences sociales et politiques, il a travaillé pendant près de vingt ans dans l’industrie (horlogère en particulier).
Nommé professeur à l'Université de Berne en 1953 (à temps partiel), puis à l'Université de Lausanne en 1963, François Schaller assume les deux enseignements simultanément jusqu'à sa retraite en 1985. Il s'est concentré sur les problèmes économiques de son époque, en particulier l'inflation.
Héritier de la chaire Walras-Pareto, rattachée la faculté de droit, son cours de base d’économie politique était aussi obligatoire à l'École des Hautes Études commerciales (HEC) et en Sciences sociales et politiques. Dans l’hommage rédigé en mai 2006 dans le Bulletin HEC, son ancien assistant et successeur Pascal Bridel écrit : « Paradoxalement, toute une génération de politiciens romands de gauche doivent à François Schaller leurs premières réflexions économiques systématiques. (…) Son cours d’histoire des théories économiques était le rendez-vous de tout ce que l’université comptait de marxistes en herbe à la recherche d’un des rares enseignants à l’aise avec la littérature allant de Marx à Staline et Mao en passant par Lénine et Rosa Luxembourg. L’auditoire lui était en général largement hostile, mais ne désemplissait pas. »      
François Schaller a publié un « Essai critique sur la notion de productivité » en 1966, qui montre l'impossibilité de mesurer précisément dans le temps ce que le travail produit. Il signe un commentaire d'actualité toutes les deux semaines, pendant quinze ans, à la une du Journal de Genève. Par la suite, il tient une rubrique mensuelle jusqu'en 2005 de critique de livres dans le quotidien économique L'Agefi.
Ses talents de vulgarisateur et son goût du débat public et politique lui valent d’être fréquemment invité à la Radio et Télévision suisse romande. En 1970, il joue un rôle en vue dans le rejet de l’initiative populaire pour le contingentement de l'immigration (initiative dite Schwarzenbach). Parallèlement à ses activités académiques, il a eu plusieurs mandats dans des commissions fédérales.

## Engagement politique et économique
François Schaller est resté foncièrement keynésien, même si la lutte contre l'inflation l'a converti au monétarisme à la fin des années 1970. Il a été président du Conseil de la Banque nationale suisse de 1986 à 1989. Son dernier engagement politique remonte à 1992, contre l'adhésion de la Suisse aux institutions de l'Espace économique européen (EEE).
Dans le domaine des entreprises, il a siégé entre autres aux conseils d'administration du groupe pharmaceutique Ciba à Bâle, ou encore de Nestec, filiale de développement du groupe Nestlé à Vevey. Il préside le groupe lausannois Castolin et l'entreprise de machines-outils Bechler à Moutier. Il est à l’origine de la fusion des constructeurs de machines-outils à Moutier, qui a donné l'actuel Tornos.

## Ouvrages
- De la charité aux droits économiques et sociaux du citoyen (La Baconnière, 1950)
- L'esprit de résistance, éditions Slatkine.

- (fr) Essai critique sur la notion de productivité (Droz, 1966) B0000DLNVO
- Paru en italien sous le titre de : Il mito della produttività, Traduction et Introduction par A. M. Fusco, Naples, 1976.